# 中央执行委员会消息报群岛
中央执行委员会消息报群岛（俄语：Острова Известий ЦИК），或消息报群岛，是俄罗斯位于喀拉海的群岛，由4个岛屿组成，位于北极研究所群岛以北45公里处，距海岸150公里，总面积约200平方公里，隶属于克拉斯諾亞爾斯克邊疆區。该群岛以《消息报》命名。该群岛在夏季为候鸟繁殖后代的栖息地。